# Fotolitotrofi
Si definisce organismo fotolitotrofo un organismo con le seguenti caratteristiche:
1. ricava energia dalla luce, mediante fotosintesi
2. utilizza come fonte di ioni H+ ed elettroni la sintesi di sostanze inorganiche aventi basso peso molecolare
3. come fonte di carbonio fissa l'anidride carbonica (CO2)
4. come fonte di azoto (N), usa ammoniaca e nitrati.

Batteri autotrofi fotolitotrofi sono, ad esempio, i cianobatteri.